# Walter Ransom Gail Baker

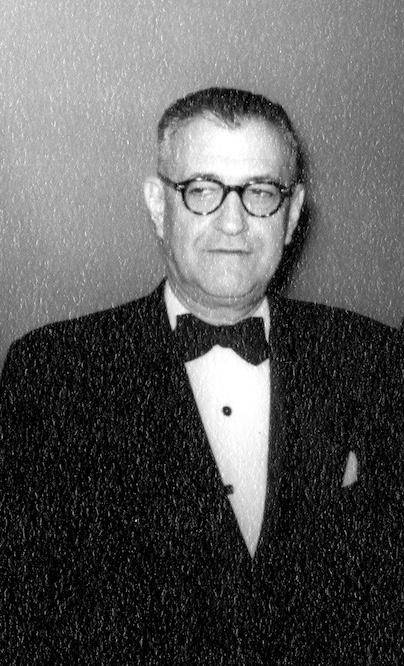
Walter Ransom Gail Baker (1954)

Walter Ransom Gail Baker (* 30. November 1892 in Lockport (City, New York) im US-Bundesstaat New York; † 30. Oktober 1960) war ein US-amerikanischer Elektroingenieur und ist Begründer des 1940 gegründeten National Television Systems Committee (NTSC), jener Organisation die den gleichnamigen analogen Farbfernsehstandard NTSC in den USA einführte.
Baker studierte am Union College Elektrotechnik, Abschluss 1916 mit Bachelor of Science und 1919 mit Master of Science. Es folgten berufliche Tätigkeiten bei General Electric, wo er für Röhrenradios als Produktverantwortlicher tätig war, ab 1929 bei der Radio Corporation of America (RCA), ab 1935 wieder bei General Electric. Parallel dazu war er in den 1930er Jahren bei der Radio Manufacturers Association (RMA), der heutigen Electronic Industries Alliance (EIA), als Direktor tätig. Im Rahmen der RMA erfolgten in den 1930er Jahren erste Standardisierungsbestrebungen im Bereich Farbfernsehen, wie Auswahl der Frequenzbänder, die benötigte Bandbreite oder die verwendete Zeilenzahl. Unter der Leitung von Baker wurden die Standisierungsgremien für den neuen US-Fernsehstandard, unter Mitwirkung der Federal Communications Commission (FCC), Anfang der 1940er in das neu gegründete National Television Systems Committee übertragen. Im Jahr 1947 wurde er Vorsitzender bei dem Institute of Radio Engineers (IRE), einer Vorläuferorganisation der 1963 gegründeten Institute of Electrical and Electronics Engineers (IEEE). Beruflich blieb er bis zu seiner Pensionierung 1957 bei General Electric angestellt, er verstarb 1960.